# 布格拉基 (博布羅維齊亞區)
50°45′17″N 31°38′50″E / 50.75472°N 31.64722°E
布格拉基（烏克蘭語：Буглаки），是烏克蘭北部的村莊，隸屬切爾尼希夫州的尼任區。該村始建於1150年，面積0.62平方公里，海拔高度135米，2008年人口32，人口密度每平方公里51.95人。